# Proteales
Ordre
Classification APG III (2009)
Les Proteales sont un ordre de plantes dicotylédones.

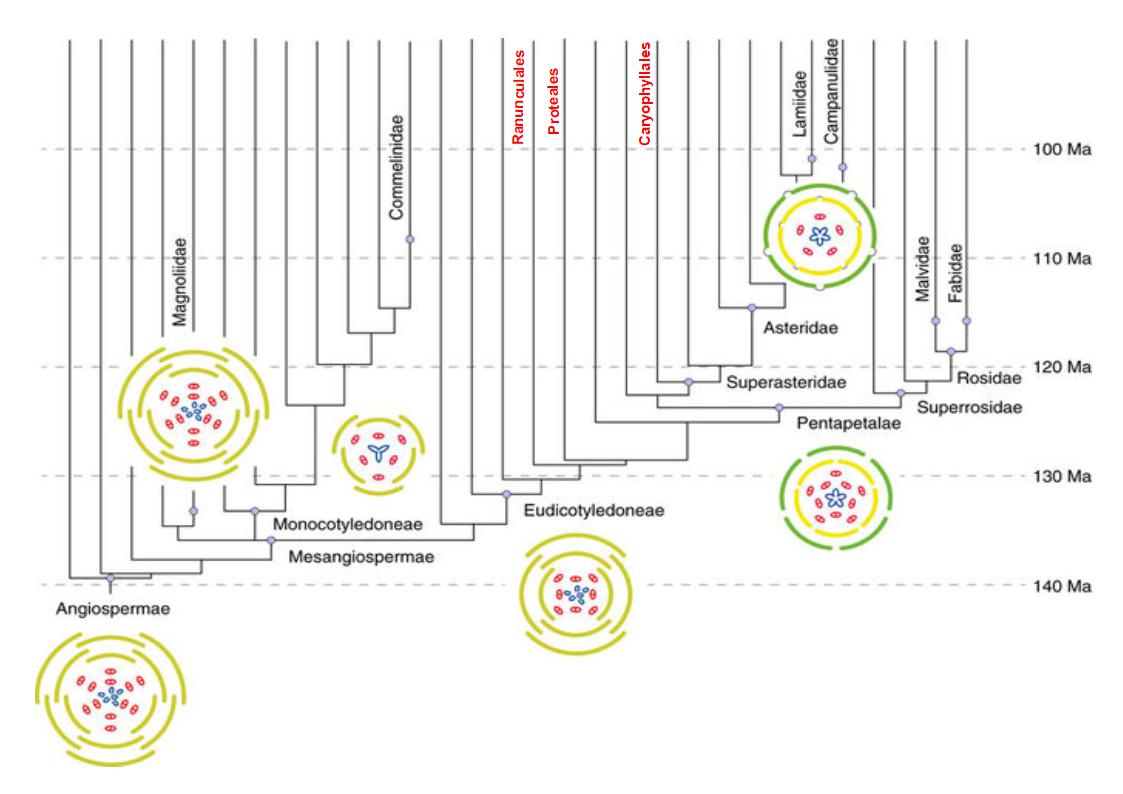
Évolution florale représentée par les diagrammes floraux.

En classification classique de Cronquist (1981) il ne comprend que deux familles :
- Élaéagnacées
- Protéacées

En classification phylogénétique APG (1998), classification phylogénétique APG II (2003) et en classification phylogénétique APG III (2009) la circonscription est : 
- ordre Proteales
  - famille Nelumbonaceae (famille du lotus)
  - famille Platanaceae (famille du platane)
  - famille Proteaceae

En classification phylogénétique APG IV (2016) il faut y ajouter les Sabiaceae.
D'après des calculs utilisant l'horloge moléculaire, la lignée menant aux Protéales se serait séparée des autres plantes il y a environ 128 millions d'années ou 125 millions d'années.